# Kolbäcks VK
Kolbäcks VK är en volleybollklubb i Kolbäck i Sverige. Den bildades 22 september 1948 under namnet Köpings Lettiska YMCA och blev med det den första volleybollklubben i Sverige. Klubben flyttade till Kolbäck 1961 och fick sitt nuvarande namn 1962 (orsakade av att många av spelarna bodde på orten). I samband med namnbytet blev den också en helt självständig förening, från att tidigare först varit del av KFUK-KFUM och senare del av en lettisk förening.
Efter att tidigare ha spelat utomhus eller i mer rudimentära lokaler spelade klubben sedan början av 1960-talet i Herrvadshallen. Klubben blev tidigt framgångsrik när volleybollen fick större spridning i Sverige och nationella mästerskap började spelas. Herrarna blev svenska mästare 1962, 1963 och 1965, medan damerna blev svenska mästare 1965 och 1969. 1974 blev herrjuniorerna svenska mästare, och klubben blev även svenska damjuniormästarinnor 1985 och 2003.
Sedan 1972 spelar laget i Sporthallen i Hallstahammar då Herrvadshallen inte nått upp till de krav som ställts. Efter att under mitten av 1970-talet ha dragit sig ur Elitserien återvände damlaget 1984/1985 till högsta serien. Totalt har damlaget spelat 29 säsonger i högsta serien (den senaste 2006/2007), medan herrlaget spelat 16 säsonger. Det lade ner elitlaget p.g.a. spelarbrist 2007, men fortsatte med ungdomsverksamheten.

### Fotnoter
1. 1 2 3 4 5  Kurt Larsson / Kolbäcks hembygdsförening. ”Kolbäcks volleybollklubb”. http://www.kolbacksbygden.se/pdf_hembygden/ilgonis.pdf. Läst 6 november 2023.
2. 1 2 3 4 5  ”Svenskt volleybollarkiv” (på engelska). Svenska Volleybollförbundet. https://volleybollarkiv.exaf.se/volleyboll/svenska-mastare. Läst 5 november 2023.
3. ↑  ”Volleyboll till Sverige” (PDF). kolbacksbygden.se. http://www.kolbacksbygden.se/pdf_hembygden/ilgonis.pdf. Läst 3 oktober 2021.
4. 1 2  Kurt Larsson. ”Kolbäcks Volleybollklubb”. kolbacksbygden.se. https://www.kolbacksbygden.se/pdf_hembygden/KVK.pdf. Läst 15 juli 2023.
5. ↑  ”SM-historik 1962-2010”. Sollentuna VBK. Arkiverad från originalet den 24 september 2015. https://web.archive.org/web/20150924103613/http://www.sollentuna-vk.com/svkwebp/index.php?option=com_content&task=view&id=1169&Itemid=222. Läst 4 december 2012.
6. ↑  ”MARATHONTABELL VOLLEYBOLL 1963 - 2019/20 ELITSERIEN DAMER”. Svenska volleybollförbundet. 20 april 2020. Arkiverad från originalet den 26 oktober 2022. https://web.archive.org/web/20221026174820/https://www.volleyboll.se/globalassets/svenska-volleybollforbundet-volleyboll/dokument/om-sporten-historik/marathontabell-efter-grundserien-201920-d.pdf. Läst 25 oktober 2022.
7. ↑  ”MARATHONTABELL VOLLEYBOLL 1963 - 2019/20 ELITSERIEN HERRAR”. Svenska volleybollförbundet. 20 april 2020. Arkiverad från originalet den 19 september 2021. https://web.archive.org/web/20210919061822/https://www.volleyboll.se/globalassets/svenska-volleybollforbundet-volleyboll/dokument/om-sporten-historik/marathontabell-efter-grundserien-201920-h.pdf. Läst 25 oktober 2022.
8. ↑  ”Kolbäck lägger ner elitlag i volleyboll”. Sveriges radio. 27 juni 2007. https://sverigesradio.se/artikel/1448570. Läst 6 november 2023.